# Henri La Fontaine
Henri La Fontaine, född 22 april 1854 i Bryssel, död där 14 maj 1943, var en belgisk jurist och politiker. År 1913 erhöll han Nobels fredspris och 1910 gick det till den organisation han ledde.
La Fontaine blev professor i Bryssel 1893. Från 1895 tillhörde han senaten som socialist, och sysslade där främst med ekonomiska frågor och arbete med inom fredsrörelsen. Han var från starten 1892 engagerad och från 1907 till sin död 1943 ordförande i Bureau international permanent de la paix (Internationella fredsbyrån, som fick Nobels fredspris 1910), och försökte främja det internationella skiljedomsväsendet. La Fontaine utgav bland annat Pasicrisie internationale (1902) och Bibliographie de la paix (1904).
År 1907 grundade han Union of International Associations tillsammans med Paul Otlet.